# The Cleveland Museum of Art

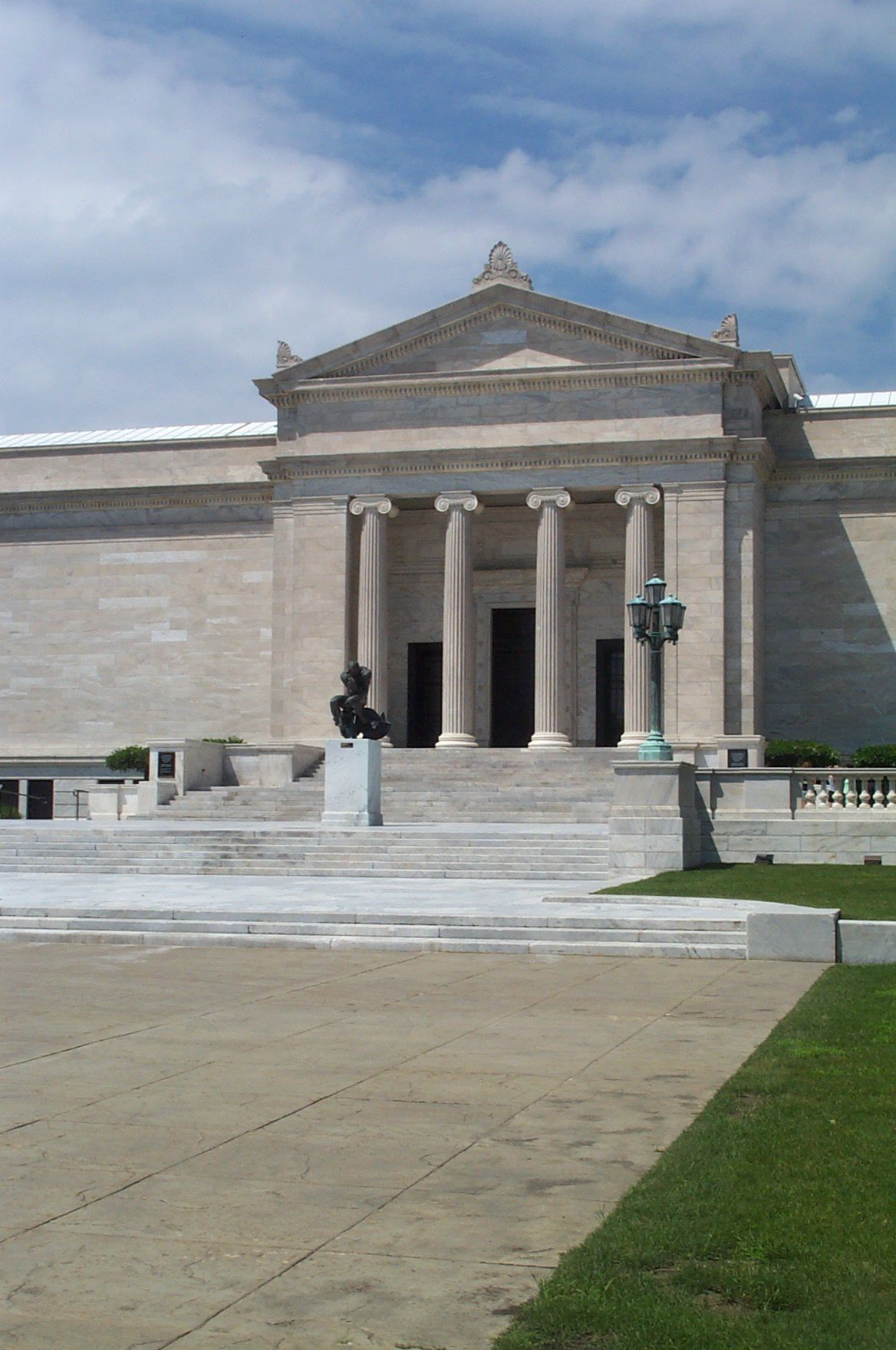
The Cleveland Museum of Art

The Cleveland Museum of Art (CMA) is een museum in de University Circle van Cleveland in de Verenigde Staten.

## Collectie
Het museum bezat in 2017 zo'n 45.000 werken. De werken zijn verdeeld over 15 collecties, waaronder Chinese kunst, moderne Europese kunst, Afrikaanse kunst, schilderijen, prenten, Europese schilderkunst en beeldhouwkunst, textiel, islamitische kunst, Amerikaanse schilder- en beeldhouwkunst, Griekse en Romeinse kunst, middeleeuwse kunst, decoratieve kunst en design, kunst van het oude Amerika en Oceanië, fotografie en hedendaagse kunst.
Er zijn werken van onder meer Caravaggio, El Greco, Nicolas Poussin, Rubens, Frans Hals, Gerard David, Goya, Turner, Salvador Dalí, Matisse, Renoir, Gauguin, Monet, Vincent van Gogh en Pablo Picasso. Een te vermelden gravure is de Franciscus van Assisi ontvangt de stigmata van Agostino Carracci.
Het museum heeft ook 20e-eeuwse kunst van onder meer Andy Warhol, Pollock, Christo, Kiefer en Sol LeWitt.
In het museum bevindt zich de Ingalls Library, een van de grootste museumbibliotheken van de Verenigde Staten.

## Hoogtepunten

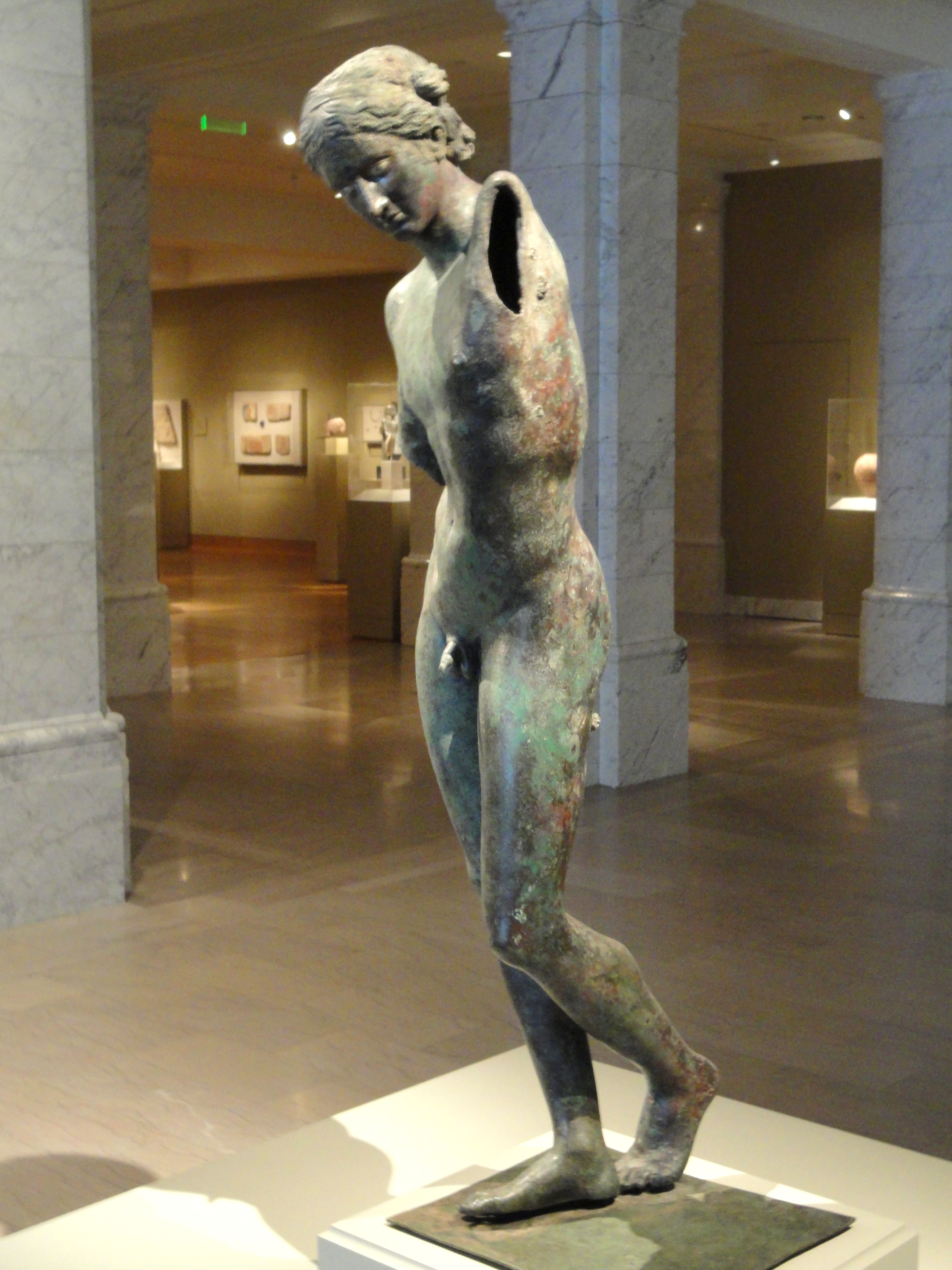
Apollo Sauroktonos toegeschreven aan Praxiteles

Een belangrijk werk is De Denker van Auguste Rodin. In juni 2004 verwierf het museum een oud bronzen beeld van Apollo Sauroktonos.

## 21e-eeuwse uitbreiding
Het project Bouwen voor de toekomst begon in 2005 op basis van plannen uit 2001 van het architectenbureau Rafael Viñoly Architects. De werkzaamheden werden eind 2013 afgerond voor een kostprijs van 350 miljoen Amerikaanse dollar. Het museum werd door deze laatste uitbreidingen circa 588.000 m² groot.